# 여름의 Free&Easy
〈여름의 Free&Easy〉(夏のFree&Easy 나츠노Free&Easy[*])는 노기자카46의 9번째 싱글이다.

## 개요
전작 〈깨닫고 보니 짝사랑〉으로부터 약 3개월 만의 싱글이다.

## 수록곡

### Type-A
CD
1. 夏のFree&Easy / 여름의 Free&Easy
(작사: 아키모토 야스시 / 작곡: 이노우에 토모노리 / 편곡: 하시모토 코타)
2. 何もできずにそばにいる / 아무것도 못한 채 곁에 있는다
(작사: 아키모토 야스시 / 작곡: 카도노 요시카즈 / 편곡: 쿄다 세이치)
3. その先の出口 / 그 앞의 출구
(작사: 아키모토 야스시 / 작곡·편곡: Carlos K.)
4. 夏のFree&Easy off vocal ver.
5. 何もできずにそばにいる off vocal ver.
6. その先の出口 off vocal ver.

DVD
1. 夏のFree&Easy Music Video
2. その先の出口 Music Video
3. 영상 크리에이터×노기자카46

### Type-B
CD
1. 夏のFree&Easy / 여름의 Free&Easy
2. 何もできずにそばにいる / 아무것도 못한 채 곁에 있는다
3. 無口なライオン / 말 없는 라이온
(작사: 아키모토 야스시 / 작곡·편곡: 슈스이, 히로이즘)
4. 夏のFree&Easy off vocal ver.
5. 何もできずにそばにいる off vocal ver.
6. 無口なライオン off vocal ver.

DVD
1. 夏のFree&Easy Music Video
2. 無口なライオン Music Video
3. 영상 크리에이터×노기자카46

### Type-C
CD
1. 夏のFree&Easy / 여름의 Free&Easy
2. 何もできずにそばにいる / 아무것도 못한 채 곁에 있는다
3. ここにいる理由 / 여기에 있는 이유
(작사: 아키모토 야스시 / 작곡·편곡: Carlos K.)
4. 夏のFree&Easy off vocal ver.
5. 何もできずにそばにいる off vocal ver.
6. ここにいる理由 off vocal ver.

DVD
1. 夏のFree&Easy Music Video
2. ここにいる理由 Music Video
3. 영상 크리에이터×노기자카46

### 통상반
1. 夏のFree&Easy / 여름의 Free&Easy
2. 何もできずにそばにいる / 아무것도 못한 채 곁에 있는다
3. 僕が行かなきゃ誰が行くんだ? / 내가 안 가면 누가 가?
(작사: 아키모토 야스시 / 작곡·편곡: 나카츠치 토모히로)
4. 夏のFree&Easy off vocal ver.
5. 何もできずにそばにいる off vocal ver.
6. 僕が行かなきゃ誰が行くんだ? off vocal ver.

## 선발 멤버

### 여름의 Free&Easy
(센터:니시노 나나세)
- 1열: 마츠무라 사유리, 하시모토 나나미, 니시노 나나세, 시라이시 마이, 마츠이 레나
- 2열: 이코마 리나, 후카가와 마이, 사쿠라이 레이카, 아키모토 마나츠, 와카츠키 유미
- 3열: 타카야마 카즈미, 호리 미오나, 야마토 리나, 호시노 미나미, 사이토 유리, 이노우에 사유리, 에토 미사

### 아무것도 못한 채 곁에 있는다
(센터:니시노 나나세)
- 1기생: 아키모토 마나츠, 이코마 리나, 이노우에 사유리, 에토 미사, 사이토 유리, 사쿠라이 레이카, 시라이시 마이, 타카야마 카즈미, 니시노 나나세, 하시모토 나나미, 후카가와 마이, 호시노 미나미, 마츠무라 사유리, 야마토 리나, 와카츠키 유미
- 2기생: 호리 미오나
- 교환 유학생: 마츠이 레나

### 그 앞의 출구
(센터:시라이시 마이)
- 1기생: 시라이시 마이, 하시모토 나나미, 마츠무라 사유리, 후카가와 마이, 아키모토 마나츠, 타카야마 카즈미, 에토 미사, 야마토 리나
- 교환 유학생: 마츠이 레나

### 말 없는 라이온
- 1기생: 이코마 리나, 이노우에 사유리, 사이토 유리, 호시노 미나미, 와카츠키 유미, 사쿠라이 레이카, 니시노 나나세
- 2기생: 호리 미오나

### 여기에 있는 이유
(센터:이토 마리카)
- 1기생: 이치키 레나, 이토 네네, 이토 마리카, 카와고 히나, 카와무라 마히로, 사이토 아스카, 사이토 치하루, 나가시마 세이라, 나카다 카나, 나카모토 히메카, 노죠 아미, 하타나카 세이라, 히구치 히나, 와다 마야
- 2기생: 키타노 히나코, 신우치 마이

### 내가 안 가면 누가 가?
- 1기생: 이토 마리카, 이노우에 사유리, 사이토 유리, 사쿠라이 레이카, 나카다 카나, 니시노 나나세, 와카츠키 유미